# Étoile de Guinée
Le Club Sportif Étoile de Guinée est un club de football guinéen basé à Conakry, propriété de Pascal Feindouno[réf. nécessaire]. 
L’équipe n’a jamais joué en Ligue 1.

## Accident
Un accident de la route du minibus du club à Timbo le 4 mars 2020 fait 10 victimes, dont :
1. Ousmane Sylla, footballeur
2. Facinet Mara, footballeur
3. Mohamed Lamine Camara, footballeur
4. Saidouba Tenn Camara, footballeur
5. Kabinet Camara, footballeur
6. Ibrahima Sylla, footballeur
7. Mohamed Camara, footballeur
8. Mohamed K Touré, footballeur
9. Foromo Kpogomou, Médecin
10. Ahmed Tidjane Traoré, chauffeur

Une journée de deuil national est alors décrétée par le président de la république Alpha Condé, et les obsèques voient la présence de la première dame Djene Kaba Condé, et du premier ministre Ibrahima Kassory Fofana.

## Palmarès
- Coupe de Guinée (1)
  - Vainqueur : 2003

- Tournoi Ruski Alumini (1)
  - Vainqueur : 2002